# Elfsborgsgruppen
Elfsborgsgruppen (EBG) är en svensk militärregiongrupp inom Hemvärnet, som verkat i olika former sedan 1986. Förbandsledningen är förlagd i Göteborgs garnison i Göteborg.

## Historia
Elfsborgsgruppen bildades den 1 juli 1986 under namnet Göteborgsgruppen som en försvarsområdesgrupp, då Västkustens marinkommando (MKV) bildades genom att Västkustens militärkommando med Älvsborgs kustartilleriregemente (MKV/KA 4) slogs samman med Göteborgs och Bohus försvarsområde (Fo 32). Västkustens marinkommando hade det samlade produktionsansvaret för Älvsborgs kustartilleriregemente och 12. helikopterdivisionen samt ledningsansvaret för försvarsområdesstaben för Göteborgs och Bohus län. Försvarsområdesstaben ledde i sin tur två försvarsområdesgrupper, Göteborgsgruppen och Bohusgruppen i Uddevalla.
Inför försvarsbeslutet 1996 föreslog regeringen till riksdagen att antalet försvarsområdesstaber skulle reduceras, detta med bland annat hänvisning till den då pågående översynen av länsindelningarna. Där bland annat Göteborgs och Bohus län, Skaraborgs län och Älvsborgs län den 1 januari 1998 bildade Västra Götalands län. Inom Södra militärområdet innebar det att fem försvarsområdesstaber skulle avvecklas senast den 31 december 1997. De fem staber som föreslogs för avveckling återfanns i Borås, Kalmar, Skövde, Växjö och Ystad. Då försvarsområdena skulle följa den geografiska länsindelningen, föreslogs det att staben i Göteborg tillsammans med staben i Borås och Skövde skulle bilda ett gemensamt försvarsområde. Den 1 januari 1998 antog Göteborgs och Bohus försvarsområde namnet Västra Götalands försvarsområde. Som stöd till hemvärn och frivilligverksamheten inom före detta Göteborgs och Bohus län och före detta Göteborgs och Bohus försvarsområde kvarstod försvarsområdesgrupperna Göteborgsgruppen och Bohusdalgruppen.
Som en del av försvarsbeslutet 2000 avvecklades försvars- och militärområdena den 30 juni 2000 och från och med den 1 juli 2000 organiserades i dess ställe militärdistrikt. Därmed avvecklades bland annat Västra Götalands försvarsområde (Fo 32). De nya militärdistrikten motsvarade geografiskt sett de gamla militärområdena. Den stora skillnaden var att militärdistrikten var den lägsta nivån där chefen var territoriellt ansvarig. Inom militärdistrikten organiserades militärdistriktsgrupper, i regel en för varje län. Inom Västra Götalands län kom dock fyra militärdistriktsgrupper att organiseras, det genom att de fyra försvarsområdesgrupperna Bohusdalgruppen, Göteborgsgruppen, Skaraborgsgruppen och Älvsborgsgruppen organisatoriskt överfördes till Södra militärdistriktet (MD S) den 1 juli 2000.
Inför försvarsbeslutet 2004 föreslog regeringen för riksdagen, efter förslag från Försvarsmakten, att reducera antalet militärdistriktsgrupper då det enligt Försvarsmakten skulle organiseras färre hemvärnsförband, men bättre utbildade och uppfyllda förband. Försvarsbeslutet innebar bland annat att Älvsborgsgruppen skulle upplösas och avvecklas den 31 december 2004. Från och med 1 januari 2005 övergick verksamheten till en avvecklingsorganisation, fram till att avvecklingen skulle vara slutförd senast den 30 juni 2006. Avvecklingsorganisationen upplöstes i sin tur den 30 juni 2005, då avvecklingen av förbandet var slutförd. Gruppens hemvärnsbataljoner, tillsammans med övriga frivilliga försvarsorganisationer inom före detta Älvsborgs län, överfördes den 1 juli 2005 till Göteborgsgruppen som antog det nya namnet Elfsborgsgruppen.
Den 2 juni 2005 presenterade regeringen sin proposition (2004/05:160) gällande en avveckling av militärdistriktsorganisationen. I propositionen hänvisades regeringen till att "I det framtida insatsförsvaret och den beslutade insatsorganisationen finns det inte längre krav på eller behov av regional eller territoriell ledning som motiverar en särskild ledningsorganisation". Därmed ansåg regeringen att militärdistriktsorganisationen kunde avvecklas, något som Försvarsmakten även i en framställan till regeringen den 7 mars 2005 föreslagit. I dess ställe skulle fyra ledningsgrupper för säkerhetstjänst och samverkan inrättas, där ledningsgrupperna lokaliserade till Boden, Stockholm, Göteborg och Malmö. Den 16 november 2005 antog riksdagen regeringens proposition, därmed beslutades att militärdistriktsorganisationen skulle upplösas och avvecklas den 31 december 2005 vilket innebar att militärdistriktsgrupperna omorganiserades till utbildningsgrupper och underställdes ett utbildningsförband. Detta medförde att Elfsborgsgruppen överfördes från Södra militärdistriktet (MD S) till att bli en enhet inom Försvarsmedicincentrum (FömedC) från och med den 1 januari 2006.
I mars 2009 beslutades att direktutbildningen till Hemvärnets insatsförband skulle bli permanent från och med 2010 och skulle genomföras vid tretton hemvärnsgrupper runtom i landet, där Elfsborgsgruppen skulle vara en av dem. Elfsborgsgruppen har från 2011 fått ansvar att sätta upp en CBRN-pluton, som är en ny förbandstyp inom Hemvärnet. Under vintern 2016/2017 började Elfsborgsgruppen rekrytera personal som ska ingå i en granatkastarpluton (GRK/E-pluton), för att under 2018 uppnå en operativ förmåga.
Den 1 januari 2013 bildades fyra militärregioner, där Västra militärregionen underställdes chefen för Skaraborgs regemente, men löd under chefen insatsledningen i Högkvarteret avseende markterritoriell ledning i fred, kris och krig. Chefen för Elfsborgsgruppen var dock fortfarande underställd chefen Försvarsmedicincentrum gällande produktionsledning av hemvärnsförbanden samt insatsledning inom utbildningsgruppens geografiska område. Den 1 januari 2018 delades dock ledningen av Skaraborgs regemente och Västra militärregionen, det genom att en separat chefsbefattning för Västra militärregionen tillsattes. Vidare underställdes staben Västra militärregionen i ledningsfrågor direkt chefen insatsledningen i Högkvarteret. I Försvarsmaktens budgetunderlag till regeringen för 2020 föreslogs att de fyra militärregionala staberna från 1 januari 2020 skulle inrättas som egna organisationsenheter. Cheferna för militärregionstaberna föreslogs i sin tur underställas rikshemvärnschefen avseende produktion av utbildningsgrupper och hemvärnsförband. Detta medförde att utbildningsgrupperna överfördes organisatoriskt från ett utbildningsförband till de fyra militärregionala staberna. I regeringens proposition framhöll dock regeringen att den militära regionala indelningen kunde komma att justeras, det beroende på utfallet av utredningen "Ansvar, ledning och samordning inom civilt försvar" (dir. 2018:79). För Elfsborgsgruppen innebar denna förändring att utbildningsgruppen överfördes från Försvarsmedicincentrum till att bli en enhet inom Västra militärregionen från och med den 1 januari 2020.
I Försvarsmaktens budgetunderlag för 2023 föreslog Försvarsmakten att Elfsborgsgruppen skulle byta namn den 1 januari 2023 till Göteborgsgruppen (GBG), då utbildningsgruppen är en del av Västra militärregionen och därmed saknar koppling till Älvsborgs amfibieregemente.
För att påvisa anknytningen till militärregionen, lämnades den 1 januari 2023 begreppet utbildningsgrupp till förmån för det nya begreppet militärregionsgrupp. Det för att på ett tydligare sätt anknyta mot enhetens bidrag som ett av militärregionens krigsförband, med uppgifter såväl i fred som i krig.

## Verksamhet
Chefen Elfsborgsgruppen är från den 1 januari 2020 direkt underställd chefen för Västra militärregionen. Elfsborgsgruppens uppgifter är att utbilda, organisera och administrera hemvärnsförbanden i södra delen av Västra Götalands län. Gruppen skall vidare stödja frivilliga försvarsorganisationer. Insatser i såväl fred som under kris och krig leds i allmänhet direkt av Västra militärregionen, men Elfsborgsgruppen kan ges ledningsuppgifter som till exempel att avdela en militär insatschef (MIC). Från och med 2010 ansvarar Elfsborgsgruppen, tillsammans med 13 övriga hemvärnsgrupper runt om i landet, för så kallad direktutbildning (GMU) till sina insatsförband.

## Ingående enheter
Elfsborgsgruppen utbildar fyra hemvärnsbataljoner (Göteborgs södra bataljon (41. hemvärnsbataljonen), Göteborgs norra bataljon (42. hemvärnsbataljonen), Göteborgs skärgårdsbataljon (43. hemvärnsbataljonen) och Älvsborgsbataljonen (44. hemvärnsbataljonen)) samt två musikkårer. 

### Göteborgs södra bataljon
- 41. hemvärnsbataljonsstaben och ledningsplutonen
- 411. hemvärnsinsatskompaniet
- 412. hemvärnsinsatskompaniet
- 413. hemvärnsbevakningskompaniet
- 414. hemvärnsunderrättelsekompaniet

### Göteborgs norra bataljon
- 42. hemvärnsbataljonsstaben och ledningsplutonen
- 421. hemvärnsinsatskompaniet
- 422. hemvärnsinsatskompaniet
- 423. hemvärnsbevakningskompaniet
- 424. hemvärns-CBRN-plutonen

### Göteborgs skärgårdsbataljon
- 43. hemvärnsbataljonsstaben och ledningsplutonen
- 431. hemvärnsinsatskompaniet
- 432. hemvärnsinsatskompaniet
- 433. hemvärnsbevakningskompaniet
- 434. hemvärnsbåtkompaniet
- 435. hemvärnsmusikkåren, Hemvärnets musikkår Göteborg

### Älvsborgsbataljonen
- 44. hemvärnsbataljonsstaben och ledningsplutonen
- 441. hemvärnsinsatskompaniet
- 442. hemvärnsinsatskompaniet
- 443. hemvärnsbevakningskompaniet
- 444. hemvärnsmusikkåren, Hemvärnets musikkår Borås
- 445. hemvärnsgranatkastarplutonen

## Förläggningar och övningsplatser
När gruppen bildades den 1 juli 1986 samlokaliserades förbandsledningen med Göta luftvärnsregemente i Kvibergs kaserner i Göteborgs garnison. Genom försvarsbeslutet 1992 beslutade riksdagen bland annat att Försvarsmakten skulle lämna Kvibergs kaserner genom att Göta luftvärnsregemente skulle omlokaliseras till Halmstads garnison och Göteborgsgruppen omlokaliseras till Käringberget. På Käringberget samlokaliserades gruppen med förbandsledningen för Västkustens marinkommando (MKV). Från 2005 är förbandsledningen samlokaliserade med Försvarsmedicincentrum (FömedC). Gruppen har dock viss verksamhet utlokaliserad till områden där bataljonerna är verksamma, vilka är till bataljonernas stabsplatser i Göteborg och Borås.

## Heraldik och traditioner
Elfsborgsgruppen har antagit Älvsborgs regementets marsch "Lübner Jäger" (Müller), vilken även kallas för "Kungl. Älvsborgs regementes marsch". Marschen ersatte då marschen "Auf nach Valencia" (Eisengräber), vilken delades åren 2000–2004 med Östgöta helikopterbataljon, och fastställdes den 27 november 2002. Elfsborgsgruppen är sedan den 1 juli 2005 traditionsbärare för Älvsborgs regemente (I 15) och Älvsborgsbrigaden (IB 15). Från den 1 juli 2012 förs Älvsborgs regementes traditioner vidare av Göteborgs södra bataljon, Göteborgs norra bataljon, Göteborgs skärgårdsbataljon samt Älvsborgsbataljonen. År 2002 instiftades Älvsborgsgruppens förtjänstmedalj i guld (ÄlvsbgrpGM), vilken sedan 2005 övertagits av Elfsborgsgruppen. Elfsborgsgruppen är ansvarigt för salutskjutning på Göteborgs salutstation belägen vid Skansen Lejonet.

## Förbandschefer
- 1986–1991: ???
- 1991–2000: Överstelöjtnant Stig Herrman
- 2002–2007: Överstelöjtnant Erik Pousar
- 2007–2020: Överstelöjtnant Lars-Gunnar Olsson
- 2020–20xx: Överstelöjtnant Peter Forsberg [e]

## Namn, beteckning och förläggningsort
| Göteborgsgruppen | 1986-07-01 | – | 2005-06-30 |
| Elfsborgsgruppen | 2005-07-01 | – | 2022-12-31 |
| Göteborgsgruppen | 2023-01-01 | – |            |

| GBG | 1986-07-01 | – | 2005-06-30 |
| EBG | 2005-07-01 | – | 2022-12-31 |
| GBG | 2023-01-01 | – |            |

| Göteborgs garnison (F) | 2005-07-01 | – |  |

## Galleri

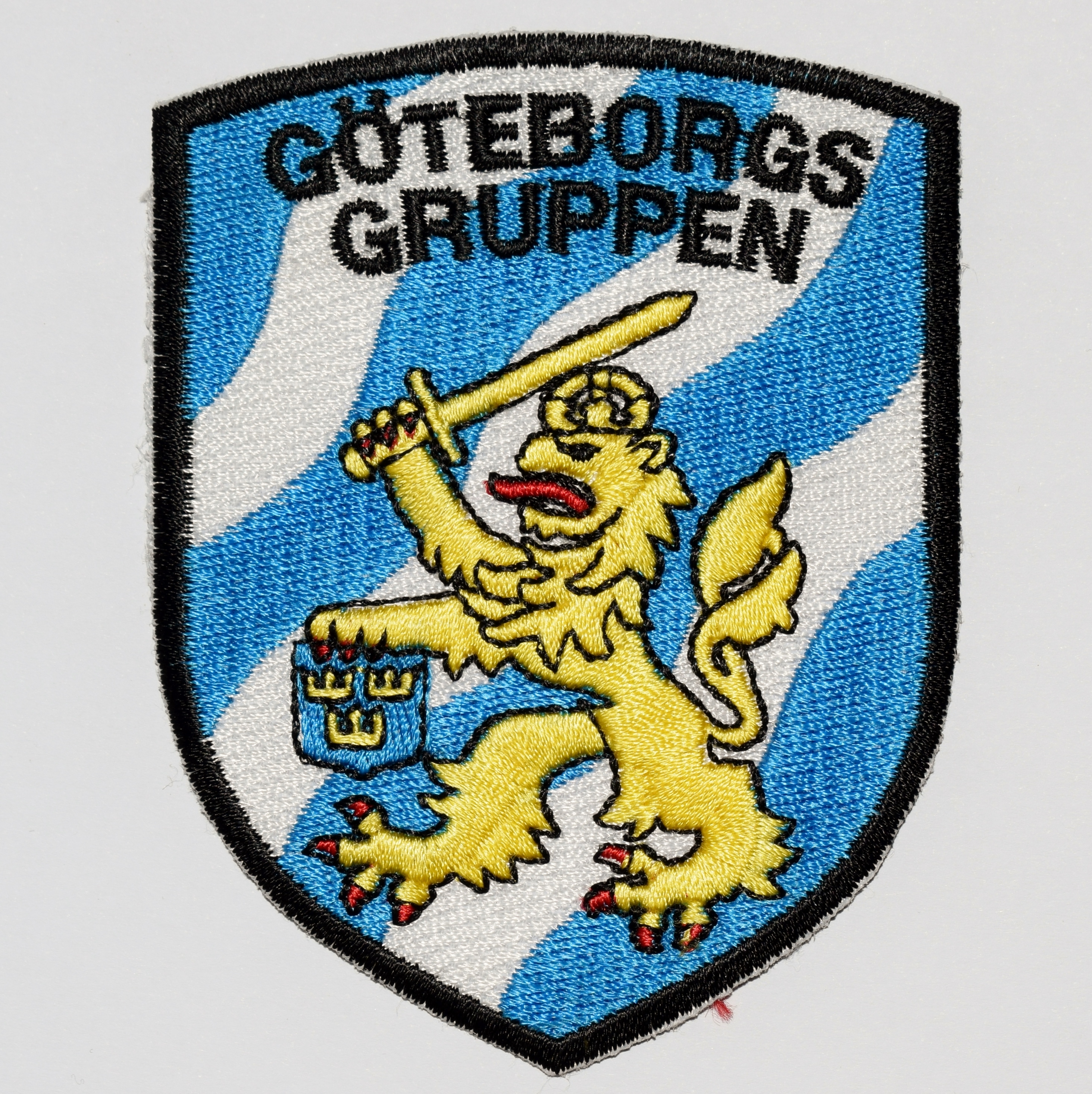
Tilläggstecken för Göteborgsgruppen, bars av anställda och hemvärnspersonal åren 2000–2005.
- Älvsborgs regementes fana 1995 - fanan överlämnades av ÖB, general Owe Wiktorin, till dåvarande Älvsborgs regemente. Idag föres fanan av Elfsborgsgruppen i Sjuhäradsområdet och förvaras i Borås.
- Älvsborgsbrigadens fana 1995 - fanan överlämnades av ÖB, general Owe Wiktorin, till dåvarande Älvsborgsbrigaden.  Brigadens fana skiljer sig åt från regementets fana genom att det i övre inre hörnet återfinns landskapet Västergötlands vapenbild i gult och svart. Idag föres fanan som förstafana av Elfsborgsgruppen och förvaras i Göteborg.